# 下辛店镇
下辛店镇，是中华人民共和国湖北省孝感市云梦县下辖的一个乡镇级行政单位。 下辛店站位于下辛店镇境内。

## 行政区划
下辛店镇下辖以下地区：
梦南社区、永丰村、新店村、张左村、代大村、陈坝村、同进村、老江村、六合村、邱湖村、野咀村、火炬村、熊门村、黄门村、烟铺村、川南村、川北村、祝咀村、洪庙村、三阳店村、丰乐村、白水湖村、龙洋湖村、魏门村、泗洲寺村、三咀村、彭李村、太和村、台湖村、艾国村、三邑村、新府村、安定村、同合村、天星村、张台村、罗市村、北堤村、迎风村、元通村、下渡村、大河村和台湖农场生活区。